# Pla de Sant Romà (Sant Romà d'Abella)
El Pla de Sant Romà és una plana agrícola del terme municipal d'Isona i Conca Dellà, a l'antic terme de Sant Romà d'Abella, al Pallars Jussà.
Es troba al sud-est de Sant Romà d'Abella, al nord-est del Pla de Vall. De fet, aquest pla té continuïtat dins del terme veí d'Abella de la Conca, a los Plans, antigament igualment anomenats Pla de Sant Romà que delimita al nord pel riu d'Abella i està solcada al seu bell mig pel barranc del Mas de Mitjà.